# Partecipanti al Tour de France 2017
Elenco dei partecipanti al Tour de France 2017.
Il Tour de France 2017 è la centoquattresima edizione della corsa. Alla competizione hanno preso parte 22 squadre, le diciotto iscritte all'UCI World Tour 2017 e le quattro squadre invitate (la Wanty-Groupe Gobert, la Cofidis, la Direct Énergie e la Fortuneo-Oscaro, tutte di categoria UCI Professional Continental), ciascuna delle quali composta da nove corridori, per un totale di 198 ciclisti. La corsa è partita il 1º luglio da Düsseldorf e terminò il 23 luglio sugli Champs-Élysées, a Parigi. I corridori che tagliarono il traguardo furono 167.

## Corridori per squadra
Nota: R ritirato, NP non partito, FT fuori tempo, SQ squalificato
| Team Sky                | Team Sky                         | Team Sky                | Orica-Scott            | Orica-Scott                 | Orica-Scott            | Team Lotto NL-Jumbo            | Team Lotto NL-Jumbo            | Team Lotto NL-Jumbo            |
| ----------------------- | -------------------------------- | ----------------------- | ---------------------- | --------------------------- | ---------------------- | ------------------------------ | ------------------------------ | ------------------------------ |
| 1                       | Chris Froome                     | 1º                      | 81                     | Esteban Chaves              | 62º                    | 161                            | Robert Gesink                  | R 9ª                           |
| 2                       | Sergio Henao (Lin.)              | 28º                     | 82                     | Michael Albasini            | 98º                    | 162                            | George Bennett                 | R 16ª                          |
| 3                       | Vasil' Kiryenka                  | 112º                    | 83                     | Luke Durbridge              | R 2ª                   | 163                            | Dylan Groenewegen              | 156º                           |
| 4                       | Christian Knees                  | 144º                    | 84                     | Mathew Hayman               | 151º                   | 164                            | Tom Leezer                     | 166º                           |
| 5                       | Michał Kwiatkowski               | 57º                     | 85                     | Damien Howson               | 88º                    | 165                            | Paul Martens                   | 82º                            |
| 6                       | Mikel Nieve                      | 14º                     | 86                     | Daryl Impey (Lin.)          | 47º                    | 166                            | Primož Roglič                  | 38º                            |
| 7                       | Mikel Landa                      | 4º                      | 87                     | Jens Keukeleire             | 59º                    | 167                            | Timo Roosen                    | R 19ª                          |
| 8                       | Luke Rowe                        | 167º                    | 88                     | Roman Kreuziger             | 24º                    | 168                            | Jos van Emden                  | FT 9ª                          |
| 9                       | Geraint Thomas                   | R 9ª                    | 89                     | Simon Yates                 | 7º                     | 169                            | Robert Wagner                  | 164º                           |
| D.S.: Nicolas Portal    | D.S.: Nicolas Portal             | D.S.: Nicolas Portal    | D.S.: Matthew White    | D.S.: Matthew White         | D.S.: Matthew White    | D.S.: Nico Verhoeven           | D.S.: Nico Verhoeven           | D.S.: Nico Verhoeven           |
| AG2R La Mondiale        | AG2R La Mondiale                 | AG2R La Mondiale        | Team Dimension Data    | Team Dimension Data         | Team Dimension Data    | Direct Énergie                 | Direct Énergie                 | Direct Énergie                 |
| 11                      | Romain Bardet                    | 3º                      | 91                     | Mark Cavendish              | NP 5ª                  | 171                            | Thomas Voeckler                | 91º                            |
| 12                      | Jan Bakelants                    | 22º                     | 92                     | Edvald Boasson Hagen (Cr.)  | 78º                    | 172                            | Thomas Boudat                  | 140º                           |
| 13                      | Axel Domont                      | 68º                     | 93                     | Steve Cummings (Lin. e Cr.) | 141º                   | 173                            | Lilian Calmejane               | 35º                            |
| 14                      | Mathias Frank                    | 30º                     | 94                     | Bernhard Eisel              | 153º                   | 174                            | Sylvain Chavanel               | 25º                            |
| 15                      | Ben Gastauer                     | 37º                     | 95                     | Reinardt Janse van Rensburg | 118º                   | 175                            | Yohann Gène                    | 134º                           |
| 16                      | Cyril Gautier                    | 48º                     | 96                     | Serge Pauwels               | 19º                    | 176                            | Adrien Petit                   | 126º                           |
| 17                      | Pierre Latour (Cr.)              | 29º                     | 97                     | Mark Renshaw                | FT 9ª                  | 177                            | Perrig Quéméneur               | 106º                           |
| 18                      | Oliver Naesen (Lin.)             | 63º                     | 98                     | Scott Thwaites              | 107º                   | 178                            | Romain Sicard                  | 66º                            |
| 19                      | Alexis Vuillermoz                | 13º                     | 99                     | Jaco Venter                 | 162º                   | 179                            | Angélo Tulik                   | 89º                            |
| D.S.: Vincent Lavenu    | D.S.: Vincent Lavenu             | D.S.: Vincent Lavenu    | D.S.: Roger Hammond    | D.S.: Roger Hammond         | D.S.: Roger Hammond    | D.S.: Jimmy Engoulvent         | D.S.: Jimmy Engoulvent         | D.S.: Jimmy Engoulvent         |
| Movistar Team           | Movistar Team                    | Movistar Team           | Quick-Step Floors      | Quick-Step Floors           | Quick-Step Floors      | Cannondale-Drapac              | Cannondale-Drapac              | Cannondale-Drapac              |
| 21                      | Nairo Quintana                   | 12º                     | 101                    | Marcel Kittel               | R 17ª                  | 181                            | Pierre Rolland                 | 54º                            |
| 22                      | Andrey Amador                    | 87º                     | 102                    | Jack Bauer                  | 105º                   | 182                            | Alberto Bettiol                | 90º                            |
| 23                      | Daniele Bennati                  | 104º                    | 103                    | Gianluca Brambilla          | 53º                    | 183                            | Patrick Bevin                  | 114º                           |
| 24                      | Carlos Alberto Betancur          | 18º                     | 104                    | Philippe Gilbert            | NP 16ª                 | 184                            | Nathan Brown                   | 43º                            |
| 25                      | Jonathan Castroviejo (Cr.)       | 60º                     | 105                    | Daniel Martin               | 6º                     | 185                            | Simon Clarke                   | 86º                            |
| 26                      | Imanol Erviti                    | 92º                     | 106                    | Fabio Sabatini              | 154º                   | 186                            | Taylor Phinney                 | 159º                           |
| 27                      | Jesús Herrada (Lin.)             | 97º                     | 107                    | Zdeněk Štybar               | 102º                   | 187                            | Andrew Talansky                | 49º                            |
| 28                      | Jasha Sütterlin                  | 108º                    | 108                    | Matteo Trentin              | FT 9ª                  | 188                            | Rigoberto Urán                 | 2º                             |
| 29                      | Alejandro Valverde               | R 1ª                    | 109                    | Julien Vermote              | 139º                   | 189                            | Dylan van Baarle               | 77º                            |
| D.S.: José Luis Arrieta | D.S.: José Luis Arrieta          | D.S.: José Luis Arrieta | D.S.: Brian Holm       | D.S.: Brian Holm            | D.S.: Brian Holm       | D.S.: Charles Wegelius         | D.S.: Charles Wegelius         | D.S.: Charles Wegelius         |
| Trek-Segafredo          | Trek-Segafredo                   | Trek-Segafredo          | Bora-Hansgrohe         | Bora-Hansgrohe              | Bora-Hansgrohe         | Bahrain-Merida                 | Bahrain-Merida                 | Bahrain-Merida                 |
| 31                      | Alberto Contador                 | 9º                      | 111                    | Peter Sagan (Lin.)          | SQ 4ª                  | 191                            | Jon Izagirre                   | R 1ª                           |
| 32                      | Koen de Kort                     | 70º                     | 112                    | Maciej Bodnar               | 116º                   | 192                            | Yukiya Arashiro                | 109º                           |
| 33                      | John Degenkolb                   | 121º                    | 113                    | Emanuel Buchmann            | 15º                    | 193                            | Grega Bole                     | 143º                           |
| 34                      | Fabio Felline                    | R 14ª                   | 114                    | Marcus Burghardt (Lin.)     | 131º                   | 194                            | Borut Božič                    | 160º                           |
| 35                      | Michael Gogl                     | 146º                    | 115                    | Rafał Majka                 | NP 10ª                 | 195                            | Janez Brajkovič                | 45º                            |
| 36                      | Markel Irizar                    | 135º                    | 116                    | Jay McCarthy                | 94º                    | 196                            | Ondřej Cink                    | R 19ª                          |
| 37                      | Bauke Mollema                    | 17º                     | 117                    | Paweł Poljański             | 80º                    | 197                            | Sonny Colbrelli                | 122º                           |
| 38                      | Jarlinson Pantano (Cr.)          | 46º                     | 118                    | Juraj Sagan (Lin.)          | FT 9ª                  | 198                            | Tsgabu Grmay (Cr.)             | 73º                            |
| 39                      | Haimar Zubeldia                  | 52º                     | 119                    | Rüdiger Selig               | 165º                   | 199                            | Javier Moreno                  | 119º                           |
| D.S.: Steven de Jongh   | D.S.: Steven de Jongh            | D.S.: Steven de Jongh   | D.S.: Enrico Poitschke | D.S.: Enrico Poitschke      | D.S.: Enrico Poitschke | D.S.: Philippe Mauduit         | D.S.: Philippe Mauduit         | D.S.: Philippe Mauduit         |
| BMC Racing Team         | BMC Racing Team                  | BMC Racing Team         | Team Katusha-Alpecin   | Team Katusha-Alpecin        | Team Katusha-Alpecin   | Wanty-Groupe Gobert            | Wanty-Groupe Gobert            | Wanty-Groupe Gobert            |
| 41                      | Richie Porte                     | R 9ª                    | 121                    | Tony Martin (Cr.) (Cr.)     | 101º                   | 201                            | Guillaume Martin               | 23º                            |
| 42                      | Damiano Caruso                   | 11º                     | 122                    | Marco Haller                | 155º                   | 202                            | Frederik Backaert              | 132º                           |
| 43                      | Alessandro De Marchi             | 99º                     | 123                    | Reto Hollenstein            | 150º                   | 203                            | Thomas Degand                  | 34º                            |
| 44                      | Stefan Küng (Lin.)               | 79º                     | 124                    | Robert Kišerlovski          | 31º                    | 204                            | Marco Minnaard                 | 40º                            |
| 45                      | Amaël Moinard                    | 32º                     | 125                    | Alexander Kristoff          | 130º                   | 205                            | Yoann Offredo                  | 110º                           |
| 46                      | Nicolas Roche                    | 33º                     | 126                    | Maurits Lammertink          | 75º                    | 206                            | Andrea Pasqualon               | 137º                           |
| 47                      | Michael Schär                    | 72º                     | 127                    | Tiago Machado               | 74º                    | 207                            | Dion Smith                     | 124º                           |
| 48                      | Greg Van Avermaet                | 58º                     | 128                    | Nils Politt                 | 95º                    | 208                            | Guillaume Van Keirsbulck       | 147º                           |
| 49                      | Danilo Wyss                      | 81º                     | 129                    | Rick Zabel                  | 145º                   | 209                            | Pieter Vanspeybrouck           | 100º                           |
| D.S.: Yvon Ledanois     | D.S.: Yvon Ledanois              | D.S.: Yvon Ledanois     | D.S.: José Azevedo     | D.S.: José Azevedo          | D.S.: José Azevedo     | D.S.: Hilaire Van der Schueren | D.S.: Hilaire Van der Schueren | D.S.: Hilaire Van der Schueren |
| Astana Pro Team         | Astana Pro Team                  | Astana Pro Team         | Lotto-Soudal           | Lotto-Soudal                | Lotto-Soudal           | Fortuneo-Oscaro                | Fortuneo-Oscaro                | Fortuneo-Oscaro                |
| 51                      | Fabio Aru (Lin.)                 | 5º                      | 131                    | André Greipel               | 149º                   | 211                            | Daniel McLay                   | R 17ª                          |
| 52                      | Dario Cataldo                    | R 11ª                   | 132                    | Lars Bak                    | 123º                   | 212                            | Maxime Bouet                   | 55º                            |
| 53                      | Jakob Fuglsang                   | R 13ª                   | 133                    | Tiesj Benoot                | 20º                    | 213                            | Brice Feillu                   | 16º                            |
| 54                      | Andrij Hrivko                    | 120º                    | 134                    | Thomas De Gendt             | 51º                    | 214                            | Élie Gesbert                   | 85º                            |
| 55                      | Dmitrij Gruzdev                  | 115º                    | 135                    | Tony Gallopin               | 21º                    | 215                            | Romain Hardy                   | 26º                            |
| 56                      | Bachtijar Kožataev               | 93º                     | 136                    | Adam Hansen                 | 113º                   | 216                            | Pierre-Luc Périchon            | 42º                            |
| 57                      | Aleksej Lucenko                  | 71º                     | 137                    | Jürgen Roelandts            | 136º                   | 217                            | Laurent Pichon                 | 125º                           |
| 58                      | Michael Valgren Andersen         | 61º                     | 138                    | Marcel Sieberg              | NP 17ª                 | 218                            | Eduardo Sepúlveda              | 65º                            |
| 59                      | Andrej Zejc                      | 44º                     | 139                    | Tim Wellens                 | R 15ª                  | 219                            | Florian Vachon                 | 103º                           |
| D.S.: Dmitrij Fofonov   | D.S.: Dmitrij Fofonov            | D.S.: Dmitrij Fofonov   | D.S.: Herman Frison    | D.S.: Herman Frison         | D.S.: Herman Frison    | D.S.: Emmanuel Hubert          | D.S.: Emmanuel Hubert          | D.S.: Emmanuel Hubert          |
| UAE Team Emirates       | UAE Team Emirates                | UAE Team Emirates       | Team Sunweb            | Team Sunweb                 | Team Sunweb            |                                |                                |                                |
| 61                      | Louis Meintjes                   | 8º                      | 141                    | Michael Matthews            | 69º                    |                                |                                |                                |
| 62                      | Darwin Atapuma                   | 41º                     | 142                    | Nikias Arndt                | 84º                    |                                |                                |                                |
| 63                      | Matteo Bono                      | 111º                    | 143                    | Warren Barguil              | 10º                    |                                |                                |                                |
| 64                      | Kristijan Đurasek                | 50º                     | 144                    | Roy Curvers                 | 142º                   |                                |                                |                                |
| 65                      | Vegard Stake Laengen             | 127º                    | 145                    | Simon Geschke               | 64º                    |                                |                                |                                |
| 66                      | Marco Marcato                    | 96º                     | 146                    | Ramon Sinkeldam (Lin.)      | 148º                   |                                |                                |                                |
| 67                      | Manuele Mori                     | R 9ª                    | 147                    | Laurens ten Dam             | 67º                    |                                |                                |                                |
| 68                      | Ben Swift                        | 83º                     | 148                    | Mike Teunissen              | 129º                   |                                |                                |                                |
| 69                      | Diego Ulissi                     | 39º                     | 149                    | Albert Timmer               | 157º                   |                                |                                |                                |
| D.S.: Mario Scirea      | D.S.: Mario Scirea               | D.S.: Mario Scirea      | D.S.: Marc Reef        | D.S.: Marc Reef             | D.S.: Marc Reef        |                                |                                |                                |
| FDJ                     | FDJ                              | FDJ                     | Cofidis                | Cofidis                     | Cofidis                |                                |                                |                                |
| 71                      | Arnaud Démare (Lin.)             | FT 9ª                   | 151                    | Nacer Bouhanni              | 138º                   |                                |                                |                                |
| 72                      | Davide Cimolai                   | 152º                    | 152                    | Dimitri Claeys              | 163º                   |                                |                                |                                |
| 73                      | Mickaël Delage                   | FT 9ª                   | 153                    | Nicolas Edet                | 76º                    |                                |                                |                                |
| 74                      | Jacopo Guarnieri                 | FT 9ª                   | 154                    | Christophe Laporte          | 133º                   |                                |                                |                                |
| 75                      | Ignatas Konovalovas (Lin. e Cr.) | FT 9ª                   | 155                    | Cyril Lemoine               | 128º                   |                                |                                |                                |
| 76                      | Olivier Le Gac                   | 158º                    | 156                    | Luis Ángel Maté             | 56º                    |                                |                                |                                |
| 77                      | Rudy Molard                      | 36º                     | 157                    | Daniel Navarro              | 27º                    |                                |                                |                                |
| 78                      | Thibaut Pinot                    | R 17ª                   | 158                    | Florian Sénéchal            | 161º                   |                                |                                |                                |
| 79                      | Arthur Vichot                    | R 13ª                   | 159                    | Julien Simon                | 117º                   |                                |                                |                                |
| D.S.: Yvon Madiot       | D.S.: Yvon Madiot                | D.S.: Yvon Madiot       | D.S.: Didier Rous      | D.S.: Didier Rous           | D.S.: Didier Rous      |                                |                                |                                |

## Ciclisti per nazione
Le nazionalità rappresentate nella manifestazione sono 32; in tabella il numero dei ciclisti suddivisi per la propria nazione di appartenenza:
| Numero ciclisti | Nazione                                                                               |
| --------------- | ------------------------------------------------------------------------------------- |
| 39              | Francia                                                                               |
| 18              | Italia                                                                                |
| 16              | Belgio, Germania                                                                      |
| 15              | Paesi Bassi                                                                           |
| 12              | Spagna                                                                                |
| 9               | Australia, Gran Bretagna                                                              |
| 7               | Colombia                                                                              |
| 6               | Svizzera                                                                              |
| 4               | Kazakistan, Nuova Zelanda, Polonia, Slovenia, Sudafrica                               |
| 3               | Danimarca, Norvegia, Austria, Rep. Ceca, Stati Uniti                                  |
| 2               | Croazia, Irlanda, Portogallo, Slovacchia                                              |
| 1               | Argentina, Costa Rica, Etiopia, Giappone, Lituania, Lussemburgo, Ucraina, Bielorussia |